# Fullarton
Fullarton är en förstad till Adelaide Den ligger i kommunen Unley och delstaten South Australia, nära delstatshuvudstaden Adelaide. Antalet invånare är 4 083.
Runt Fullarton är det ganska tätbefolkat, med 222 invånare per kvadratkilometer.. Närmaste större samhälle är Adelaide, nära Fullarton. 
I omgivningarna runt Fullarton växer huvudsakligen savannskog. Genomsnittlig årsnederbörd är 729 millimeter. Den regnigaste månaden är juni, med i genomsnitt 133 mm nederbörd, och den torraste är december, med 21 mm nederbörd.